# Парри, Диан
Диан Парри (фр. Diane Parry; род. 1 сентября 2002, Ницца) — французская профессиональная теннисистка, победительница двух турниров WTA в парном разряде.

## Профессиональная карьера
В 2017 году она дебютировала в основной сетке WTA Tour на Открытом чемпионате Франции благодаря wildcard в паре с Джулией Морле. В первом раунде они потерпели поражение от 13-й сеяной пары Кики Бертенс и Юханны Ларссон в двух сетах. В этом же году француженка выиграл турнир ITF в Хаммамете, Тунис, в паре с Ясмин Мансури.
Дебютировала на турнирах Большого шлема в одиночном разряде на Открытом чемпионате Франции 2018 года, войдя в квалификационный турнир в качестве wildcard, где в первом раунде обыграла Яну Фетт, посеянную под 5-м номером, а во втором проиграла Ребекке Шрамковой.
В основной сетке турнира Большого шлема в одиночном разряде дебют пришёлся на 2019 год. На Открытом чемпионате Франции, получив wildcard, Парри проиграла во втором круге 20-й сеяной Элизе Мертенс, в первом же одержала победу над Верой Лапко. Позже в 2019 году она также дебютировала на Открытом чемпионате США, вновь получив wildcard, но проиграв уже в первом раунде Кристине Плишковой.
В 2020 году Парри выиграла свой первый титул ITF Circuit в одиночном разряде в турецкой Анталье, обыграв в финале Берфу Дженгиз.
В 2021 году Диан выиграла еще три турнира ITF — в Периге (Франция), Турине (Италия) и Севилье (Испания), доведя свой идеальный результат до 4:0 в финале ITF Circuit.
Она вышла в свой первый финал турнира WTA Challenger Tour на Открытом чемпионате Аргентины, проиграв Анне Бондар со счетом 3:6, 3:6. Две недели спустя она выиграла свой первый турнир WTA 125 на Открытом чемпионате Монтевидео, победив в финале со счетом 6-3, 6-2 у Панны Удварди.
В 2022 году Парри вышла во второй круг Открытого чемпионата Франции, победив действующую чемпионку и вторую ракетку мира Барбору Крейчикову в своем первом матче в карьере против игрока из топ-10. Затем она победила Камилу Осорио и впервые в своей карьере вышла в третий раунд турнира Большого шлема. В третьем раунде она проиграла Слоан Стивенс.
В 2023 году, выступая на Открытом чемпионате Мериды с Кэти Макнелли, она выиграла свой первый титул WTA Tour в парном разряде, обыграв в финале китайский дуэт.
На Открытом чемпионате Австралии 2024 года, она впервые в карьере смогла выйти в третий круг этого турнира, обыграв Ван Синью в первом и Камиллу Рахимову во втором.

## Итоговое место в рейтинге WTA по годам
| Год  | Одиночный рейтинг | Парный рейтинг |
| 2023 | 105               | 83             |
| 2022 | 76                | 383            |
| 2021 | 141               | 360            |
| 2020 | 305               | 285            |
| 2019 | 331               | 277            |
| 2018 | 739               | 751            |
| 2017 |                   | 863            |

## Выступления на турнирах

### Финалы турнировWTAв парном разряде (3)

#### Победы (2)
| Легенда:                    |
| --------------------------- |
| Турниры Большого шлема (0)* |
| Олимпиада (0)               |
| Итоговый турнир WTA (0)     |
| WTA 1000 (0)                |
| WTA 500 (0)                 |
| WTA 250 (0+2)               |

| Титулы по покрытиям | Титулы по месту проведения матчей турнира |
| ------------------- | ----------------------------------------- |
| Хард (0+1)*         | Зал (0)                                   |
| Грунт (0+1)         | Зал (0)                                   |
| Трава (0)           | Открытый воздух (0+2)                     |
| Ковёр (0)           | Открытый воздух (0+2)                     |

* количество побед в одиночном разряде + количество побед в парном разряде.
| №  | Год             | Турнир             | Покрытие | Партнёр       | Соперницы в финале          | Счёт    |
| 1. | 26 февраля 2023 | Мерида, Мексика    | Хард     | Кэти Макнэлли | Ван Синьюй У Фансянь        | 6-0 7-5 |
| 2. | 30 июля 2023    | Лозанна, Швейцария | Грунт    | Анна Бондар   | Амина Аншба Анастасия Децюк | 6-2 6-1 |

#### Поражение (1)
| №  | Дата         | Турнир                        | Покрытие | Партнёрша    | Соперницы в финале              | Счёт           |
| 1. | 16 июня 2024 | Ноттингем, Великобритания (2) | Трава    | Хэрриет Дарт | Габриэла Дабровски Эрин Рутлифф | 7-5 3-6 [9-11] |